# 비늘발작은귀땃쥐
비늘발작은귀땃쥐(Cryptotis squamipes)는 땃쥐과에 속하는 포유류의 일종이다. 콜롬비아와 에콰도르에서 발견된다.